# Зоря (Хоростків)
«Зоря» — український футбольний клуб з міста Хоросткова Гусятинського району Тернопільської області. Неодноразовий учасник чемпіонатів України серед аматорів. Володар Кубка ААФУ 1997/1998.

## Історія
Клуб «Зоря» був створений у місті Хоросткові і розпочав свою історію виступами в аматорських змаганнях чемпіонату і кубка Тернопільської області. Багаторазово здобував звання чемпіона й володаря кубка області.
На початку 1990-их років «Зоря» досягла значних успіхів. У її складі тоді виступали Олег Ратій та Володимир Дичко, які пізніше грали у «Кремені». У товариських матчах команді вдавалось взяти гору над «Карпатами», «Волинню» й шепетівським «Темпом», а також над шведським АІКом з рахунком 4:1.
Досить успішно виступав клуб у чемпіонатах України серед аматорів. 1996 року «Зоря» посіла перше місце у другій групі в аматорській лізі, що надало їй право грати у другій лізі чемпіонату України, однак команда відмовилась від участі.
1998 року клуб виборов аматорський кубок і стартував у Кубку України, де на попередньому етапі в гостях поступився чортківському «Кристалу» (1:3). Команда готувалася виступати у другій лізі чемпіонату України, проте через раптову смерть директора місцевого спиртзаводу, головного мецената команди Антона Пирога, «Зоря» не змогла реалізувати ту можливість.
2003 року клуб теж фінансував спиртзавод (директор Ігор Комінко).
Клуб виступав у змаганнях Тернопільської області до 2006 року, після чого був розформований.

## Досягнення
- Переможець 2 групи чемпіонату України серед аматорів: 1996
- Володар Кубка України серед аматорів: 1998
- Чемпіон Тернопільщини: 1982,[1] 1995/96, 1996/97, 1997/98
- Володар кубка Тернопільщини: 1981,[1] 1996/97, 1998/99

## Невдачі
Найбільша поразка — 0:22 у Бучачі від ФК «Колос».

## Всі сезони в незалежній Україні
| Сезон   | Чемпіонат | Чемпіонат | Чемпіонат | Чемпіонат | Чемпіонат | Чемпіонат | Чемпіонат | Чемпіонат | Кубок           | Кубок | Кубок | Кубок | Кубок | Кубок | Кубок | Примітка |
| Сезон   | Ліга      | Місце     | І         | В         | Н         | П         | М         | О         | Етап            | І     | В     | Н     | П     | М     | О     | Примітка |
| ------- | --------- | --------- | --------- | --------- | --------- | --------- | --------- | --------- | --------------- | ----- | ----- | ----- | ----- | ----- | ----- | -------- |
| 1998/99 | —         | —         | —         | —         | —         | —         | —         | —         | Попередній етап | 1     | 0     | 0     | 0     | 1−3   | 0     |          |
| Всього  | —         | —         | —         | —         | —         | —         | —         | —         | >1 сезон        | 1     | 0     | 0     | 1     | 1−3   | 0     |          |

## Відомі гравці
- / Венгринович Володимир Васильович
- / Юрій Голуб
- Богдан Дебенко